# وليد شرابي
وليد شرابي هو قاض مصري، والمتحدث باسم قضاة من أجل مصر وعضو جبهة الضمير، والمدير الإقليمي لمنظمة هيومان رايتس مونيتور، كان مواليا لجماعة الإخوان المسلمون في مصر، تم عزله بعد إدانته بالعمل السياسي والإنتماء لجماعة الإخوان الإرهابية وحكم عليه بكثير من القضايا.
عمل شرابى رئيسا بمحكمة شمال القاهرة الابتدائية السابق، وقرر مجلس القضاء الأعلى برئاسة المستشار حامد عبد الله وعضوية باقي الأعضاء، تأخير ترقية شرابي، بعدما أنخرط في العمل السياسي وانضم لجماعة الإخوان الإرهابية، وتظاهر معهم بالميادين وهو ما يعتبر مخالفة للقواعد الأساسية للقضاء والتي أساسها عدم الانخراط في العمل السياسي وعدم الانتماء لأي فصيل سياسي.
كما استدعي المجلس "شرابي" في وقت سابق ووجه له تحذير بعدم الانخراط في العمل السياسي، وهو ما رفض الاستجابة له شرابي، وتم إحالته للتفتيش القضائي رسميًا بعد الانخراط بالعمل السياسي
من التهم التي يواجهها شرابي، الانضمام لاعتصام مسلح، التورط في مقتل العشرات من الشباب، تعريض الأطفال للخطر، التحريض على العنف ضد الجيش المصري، والتدخل في أعمال وظيفية للجهة التابع لها كالانتخابات الرئاسية، والانتماء لجماعة محظورة على خلاف القانون.
ووصفه أعضاء نادي القضاة بقاضي المصلحة، الذي أطاح بمستقبله القضائي نظير الربح والكسب غير المشروع، من خلال تودده للمحظورة.